# Хольмшёльд, Теодор
Теодор Хольмшёльд (дат. Theodor Holmskjold, до 1781 — Хольм (Holm); 1731—1793) — датский ботаник и врач.

## Биография
Теодор Хольм родился 14 июня 1731 года (по другим данным — 1732 года) в семье врача Николая Хольма и Катрины Люсии Ленгерхен в городе Нюборг. Учился у своего отца, затем поступил в Копенгагенский университет. С 1757 года путешествовал по Европе с профессором Фрисом Роттбёлем. Они посетили несколько университетов, где Хольмшёльд мог изучать гербарии. В 1760 году Теодор окончил Университет и стал врачом.
В 1762 году он был назначен профессором Академии Сорё. Там он основал ботанический сад, однако в 1765 году ушёл на пенсию. В 1767 году Теодор стал директором Почты Дании, с 1772 года работал секретарём королевы Юлианы Марии. В 1775 году Хольмшёльд и минералог Франц Генрих Мюллер основали Королевскую фарфоровую фабрику, где Теодор долгое время работал директором. В 1779 году Фабрика полностью перешла в распоряжение Хольмшёльда.
В 1778 году Хольмшёльд и Роттбёль стали директорами Ботанического сада в Шарлоттенбурге. Затем Теодор стал кавалером Ордена Данеброга.
С 1790 по 1796 была издана книга Хольмшёльда по грибам Дании Beata ruris otia fungis Danicis Impensa. В ней присутствовало 74 красочных рисунка, по одному к каждому описываемому виду, 52 вида были описаны впервые.
Хольмшёльд скончался 15 сентября 1793 года (по другим данным — 14 сентября 1794) в Копенгагене.

## Некоторые научные работы
- Holmskjold, T. (1790—1799). Beata ruris otia fungis danicis. 2 vols.
- Holmskjold, T.; Persoon, C.H. (1797). Coryphaei Clavarias Ramariasque. 239 p.

## Роды, названные в честь Т. Хольмшёльда
- Holmskioldia Retz., 1791